# 1956年日本參議院選舉
第4屆日本參議院議員通常選舉（日语：／）在1956年7月8日舉行，選出參議院議員。這次選舉是55年體制成立之後日本第一次大型議會選舉。選後自民黨在參議院有122個議席，雖然是最大黨派，但未能單獨過半。

## 議員

### 選舉区当選
自民党   社会党   共產党   無黨籍   創價學會系無黨籍 
| 北海道     | 北海道     | 北海道       | 北海道     | 青森縣     | 岩手縣     | 宮城縣     | 秋田縣   | 山形縣   | 福島縣     | 福島縣     |
| ---------- | ---------- | ------------ | ---------- | ---------- | ---------- | ---------- | -------- | -------- | ---------- | ---------- |
| 苫米地英俊 | 大矢正     | 東隆         | 西田信一   | 笹森順造   | 千田正     | 高橋進太郎 | 鈴木壽   | 松澤靖介 | 大河原一次 | 松平勇雄   |
| 茨城縣     | 茨城縣     | 栃木縣       | 栃木縣     | 群馬縣     | 群馬縣     | 埼玉縣     | 埼玉縣   | 千葉縣   | 千葉縣     |            |
| 森元治郎   | 郡祐一     | 相馬助治     | 植竹春彦   | 木暮武太夫 | 伊藤顯道   | 大澤雄一   | 上原正吉 | 片岡文重 | 伊能繁次郎 |            |
| 神奈川縣   | 神奈川縣   | 山梨縣       | 東京都     | 東京都     | 東京都     | 東京都     | 新潟縣   | 新潟縣   | 富山縣     |            |
| 曾祢益     | 相澤重明   | 吉江勝保     | 安井謙     | 野坂参三   | 島清       | 重盛寿治   | 清澤俊英 | 小柳牧衛 | 館哲二     |            |
| 石川縣     | 福井縣     | 長野縣       | 長野縣     | 岐阜縣     | 静岡縣     | 静岡縣     | 愛知縣   | 愛知縣   | 愛知縣     | 三重縣     |
| 林屋龜次郎 | 小幡治和   | 棚橋小虎     | 小山邦太郎 | 古池信三   | 松永忠二   | 鈴木万平   | 成瀨幡治 | 草葉隆圓 | 山本米治   | 齋藤昇     |
| 滋賀縣     | 京都府     | 京都府       | 大阪府     | 大阪府     | 大阪府     | 兵庫縣     | 兵庫縣   | 兵庫縣   | 奈良縣     | 和歌山縣   |
| 西川甚五郎 | 藤田藤太郎 | 大野木秀次郎 | 左藤義詮   | 椿繁夫     | 白木義一郎 | 成田一郎   | 松浦清一 | 中野文門 | 新谷寅三郎 | 前田佳都男 |
| 鳥取縣     | 島根縣     | 岡山縣       | 岡山縣     | 廣島縣     | 廣島縣     | 山口縣     | 德島縣   | 香川縣   | 愛媛縣     | 高知縣     |
| 仲原善一   | 小瀧彬     | 江田三郎     | 近藤鶴代   | 永野護     | 山田節男   | 木下友敬   | 紅露美津 | 平井太郎 | 堀本宜實   | 坂本昭     |
| 福岡縣     | 福岡縣     | 福岡縣       | 佐賀縣     | 長崎縣     | 熊本縣     | 熊本縣     | 大分縣   | 宮崎縣   | 鹿兒島縣   | 鹿兒島縣   |
| 山本經勝   | 安部清美   | 西田隆男     | 杉原荒太   | 秋山俊一郎 | 森中守義   | 林田正治   | 後藤義隆 | 平島敏夫 | 重成格     | 佐多忠隆   |

### 全国区当選
自民党   社会党   緑風会   共產党   日歯連   無黨籍   創價學會系無黨籍 
| 1位-10位  | 加藤静枝   | 加藤正人   | 高田奈保子 | 中村正雄     | 下条康麿 | 藤原道子 | 竹中恒夫 | 柴田榮   | 重宗雄三 | 天坊裕彦 |
| 11位-20位 | 鈴木強     | 占部秀男   | 野溝勝     | 北村暢       | 田中一   | 杉山昌作 | 迫水久常 | 栗山良夫 | 松村秀逸 | 泉山三六 |
| 21位-30位 | 大谷藤之助 | 岩澤忠恭   | 辻武寿     | 小笠原二三男 | 手島榮   | 平林剛   | 小野義夫 | 勝俣稔   | 阿部竹松 | 鹽見俊二 |
| 31位-40位 | 一松定吉   | 小酒井義男 | 大谷瑩潤   | 荒木正三郎   | 本多市郎 | 矢嶋三義 | 石黑忠篤 | 常岡一郎 | 岩間正男 | 横川正市 |
| 41位-50位 | 谷口弥三郎 | 大竹平八郎 | 小林孝平   | 北条雋八     | 江藤智   | 森八三一 | 堀木鎌三 | 光村甚助 | 稻浦鹿藏 | 内村清次 |

- 補選（任期3年）- 因在第3屆日本參議院議員通常選舉中選出的宇垣一成、林了從缺。

| 51位-52位 | 柴谷要 | 小西英雄 | 上条愛一 |

### 補選
- 鹿兒島選舉区 重成格（1956.10.16去世）→田中茂穗（1956.11.30補選）
- 島根選舉区 小瀧彬（1958.5.28去世）→山本利寿（1958.7.6補選）
- 福岡選舉区 山本經勝（1958.7.8去世）→小柳勇（1958.8.24補選）
- 大阪選舉区 左藤義詮（參選大阪府知事）→大川光三（1959.4.30補選）
- 山形選舉区 松澤靖介（1959.6.8去世）→白井勇（1959.7.24補選）
- 兵庫選舉区 成田一郎（1959.7.4去世）→岸田幸雄（1959.8.20補選）
- 埼玉選舉区 大澤雄一（參選眾議院議員）→大泉寬三（1960.11.20補選）
- 千葉選舉区 伊能繁次郎（參選眾議院議員）→木島義夫（1960.12.1補選）

## 外部連結
- 火ぶたを切った参院選挙（昭和31年6月15日公開） - 中日ニュース125号（動画） （页面存档备份，存于）・中日映画社 （页面存档备份，存于）
- 総務省統計局ホームページ　第27章「公務員・選挙」 （页面存档备份，存于）
- 『ザ・選挙』第4回参議院議員選挙 （页面存档备份，存于）
  - 『ザ・選挙』第4回参議院議員補欠選挙（鹿兒島選挙区） （页面存档备份，存于）
  - 『ザ・選挙』第4回参議院議員補欠選挙（大阪選挙区） （页面存档备份，存于）
  - 『ザ・選挙』第4回参議院議員補欠選挙（香川選挙区） （页面存档备份，存于）
  - 『ザ・選挙』第4回参議院議員補欠選挙（秋田選挙区） （页面存档备份，存于）
  - 『ザ・選挙』第4回参議院議員補欠選挙（島根選挙区） （页面存档备份，存于）
  - 『ザ・選挙』第4回参議院議員補欠選挙（福岡選挙区） （页面存档备份，存于）
  - 『ザ・選挙』第4回参議院議員補欠選挙（石川選挙区） （页面存档备份，存于）
  - 『ザ・選挙』第4回参議院議員補欠選挙（大阪選挙区） （页面存档备份，存于）
- 二大政党体制成立後初の国政選挙 - NHKニュース（動画・静止画） NHKアーカイブス （页面存档备份，存于）

1. ↑  東京高裁做出無效当選判決，上訴至最高裁後於1959年（昭和34年）2月20日被駁回而辭職。
2. ↑   (PDF).   [2022-01-23]. （原始内容存档 (PDF)于2021-10-11）.